# Saluzzói Őrgrófság
A Saluzzói Őrgrófság (olaszul Marchesato di Saluzzo, franciául marquisat de Saluces) a Német-római Császárság részét képező, szuverén feudális állam volt az Alpok délnyugati részén, a savoyai–francia határvidéken. Központja Saluzzo városa volt. A Montferrat-házzal rokon Del Vastók uralma alatt álló őrgrófság a 12. században jött létre, fénykorát a 15. században élte, és 1549-ben szűnt meg. A fontos alpesi átkelőket ellenőrző térséget először a Francia Királyság, végül 1601-től a Savoyai Hercegség olvasztotta magába.
A mai Olaszország Piemont régiójában, a jelenlegi Cuneo és Torino megyék területén feküdt. Az őrgrófság kiterjedése csúcsán a Cotti-Alpoktól keletre és a Poirinói-fennsíktól nyugatra eső Cuneói-síkság északi részét uralta északon Carmagnola városáig, ezen kívül hozzá tartozott számos geostratégiai jelentőségű hegyvidéki útvonal: a Pó völgye és a Bronda-völgy Saluzzótól nyugatra, továbbá északról dél felé haladva a Varaita, a Maira és a Grana–Mellea völgye. Egyes időszakokban Cuneo városa és a Stura di Demonte-völgy is saluzzói fennhatóság alá tartozott.

## Története

### A kezdetek
A feltehetően burgundiai származású Aleramo (904 k. – 991 k.) már II. Berengár itáliai király idején őrgrófi címmel rendelkezett, melyet az Itáliai Királyságot 962-ben meghódító I. Ottó német-római császár is megerősített. Aleramo férfi utódai között két nagyobb leszármazási ág alakult ki, amelyek formálisan csak a 11. század végén osztoztak meg a család által uralt területeken. Az északi ág lett a Montferrati Őrgrófság ura, míg az utóbb Del Vasto néven ismert déli ág a Savonai Őrgrófságot szerezte meg. Bonifác savonai őrgróf (ur. 1085 k. – 1125 k.) jelentős területeket hódított meg a mai Északnyugat-Olaszország területén, melyeken aztán gyermekei osztoztak meg. Halálának időpontja pontosan nem ismert.
Manfréd (megh. 1175/6) nevű fia örökölte meg Saluzzót és a környező térséget, de a saluzzói őrgrófi titulust elsőként csak az ő fia és örököse, II. Manfréd (ur. 1175/6–1215) használta. II. Manfréd I. Frigyes, IV. Ottó, majd II. Frigyes császárok szolgálatában kiterjesztette uralmát északon Racconigire és Carmagnolára, keleten Doglianira, nyugaton pedig Revello városára. Az 1198-ban létrejött Cuneo szabad városával kezdettől fogva számos konfliktusa volt az őrgrófoknak, akiknek a 13–14. század során néhány ízben sikerült alávetniük a várost és az általa uralt síkság déli részét.
Sikeresen hadakozott a nyugati Provence ura, IV. Rajmund Berengár gróf ellen, ugyanakkor az északi Savoya élén álló Tamás gróffal jó viszonyt ápolt, eljegyezve leányát annak fiával, a későbbi IV. Amadé gróffal. A savoyai viszony az őrgrófság egész későbbi története során meghatározó volt: II. Manfrédot kiskorú unokája, III. Manfréd (ur. 1215–1244) követte az állam élén, és a helyette kormányzó régens kénytelen volt elismerni Savoya főségét. Saluzzo urai ezt a függést a későbbiekben montferrati szövetséggel kívánták ellensúlyozni, így III. Manfréd utóda, a szintén gyermekként hatalomra kerülő I. Tamás (ur. 1244–1296) rokona és gyámja, II. Bonifác montferrati őrgróf udvarában nőtt fel. Uralkodása során a montferrati erőkkel szövetségben védekezett a Provence-ot megöröklő Anjou Károly – Szicília királya, IX. Lajos francia király öccse – vezette francia hódítási törekvésekkel szemben. Cuneo és a Stura-völgy az Anjou-Piemont része lett, majd a 14. század végén Savoya szerezte meg.

### Savoya árnyékában
IV. Manfréd (ur. 1296–1334) hiába próbálta érvényesíteni jogát a Monferratói Őrgrófságra, amikor 1305-ben kihalt az Aleramo-ház ottani fiága, uralkodása végén ráadásul örökösödési viszály alakult ki fiai között, ebbe a környező hatalmak is beavatkoztak, így inkább lemondott a trónról. Frigyes nevű fia csupán két év uralkodás után meghalt, ekkor II. Tamás (ur. 1336, 1342–1357), a fia lett az őrgróf, de nagybátyja, a nápolyi Anjouk támogatását élvező V. Manfréd megbuktatta (ur. 1336–1342). A bitorló idővel kénytelen volt lemondani a trónról a milánói Viscontik támogatását elnyerő Tamás javára, aki uralma hátralevő részében kifejezetten rossz viszonyba került két legfontosabb szomszédjával, az északi Savoyával és a savoyai grófok rokonai által uralt keleti Piemonttal. Savoya ráadásul 1388-ban megszerezte a Provence-ból kivált Nizzai Grófságot, miáltal délnyugat felől is Saluzzo szomszédjává vált. A nyomasztó fölénnyel szemben a még nagyobb nyugati szomszéd, Franciaország tudott segítséget nyújtani, mely 1349-ben szerezte meg az addig szintén a Német-római Birodalomhoz tartozó  vienneois-i hercegi államot, azaz a Dauphinét.
II. Frigyes őrgróf (ur. 1357–1396) 1375-ben a Károly dauphinnek esküdött hűséget, ettől kezdve vált rendszeressé a francia beavatkozás Saluzzo ügyeibe, emellett az őrgrófi udvarban is erősen terjedni kezdett a francia nyelv és udvari kultúra. II. Frigyes fia, III. Tamás (1396–1416) kitartott apja francia szövetsége mellett, több ízben el is látogatott Franciaországba. Az 1410-es évektől azonban a királyság nem tudott elegendő támogatást nyújtani Tamásnak a százéves háború harcainak kiújulása, illetve az Armagnac–burgundi polgárháború miatt, így Savoya fegyverrel kényszerítette Saluzzóra a főségét 1413-ban. Az 1416-ban hercegi címet szerző, később ellenpápává választott savoyai VIII. Amadé ráadásul 1418-ban megörökölte Piemontot is, miáltal Saluzzót szinte teljesen bekerítették az általa uralt területek. Amadé utódai azonban korántsem voltak ilyen sikeresek: kudarcos külpolitikájuk eladósította és francia függésbe taszította Savoyát. A saluzzói I. Lajos (ur. 1416–1475) ezt kihasználva hosszú uralkodása alatt semleges tudott maradni és a térségben érdekelt összes kisebb és nagyobb állammal jó viszonyt épített ki, miáltal nagy tekintélyre tett szert, országa pedig békében gyarapodott.

### Francia befolyás alatt

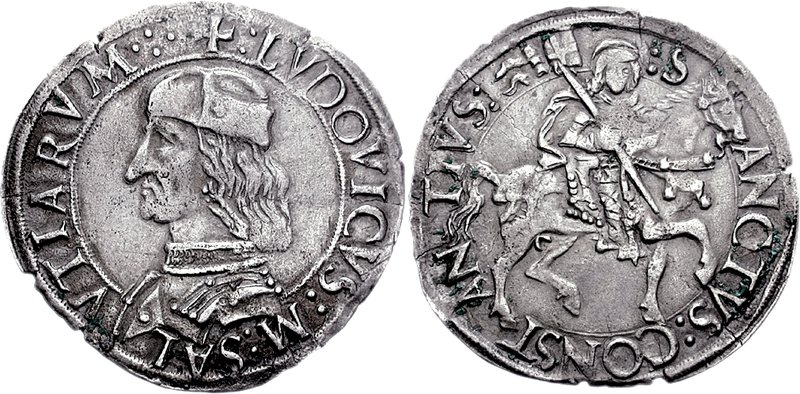
II. Lajos őrgróf ezüstcavallottója (carmagnolai veret 1475-ből)

II. Lajos (ur. 1475–1504) idején a béke és prosperitás szertefoszlott: I. Károly savoyai herceg 1487-ben meghódította országát és felvette az őrgrófi címet. 1490-es halálakor II. Lajos vissza tudta szerezni országa függetlenségét, és ettől kezdve elkötelezetten támogatta VIII. Károly és XII. Lajos francia király Genova, Milánó és Nápoly ellen indított itáliai hódító hadjáratait – mindez azonban óriási anyagi terhet rótt a kicsiny őrgrófságra, mely egyre inkább a Savoyát megszálló, Piemontot bekebelező franciák befolyása alá került.
II. Lajost halála után négy fia követte a trónon, akik mind a francia királyi udvarban nevelkedtek. Közvetlen utóda Mihály Antal (ur. 1504–1528) lett, aki helyett sokáig édesanyja, az erős akaratú Foix-Candale-i Margit kormányzott, míg ő maga hadvezérként jeleskedett I. Ferenc francia király itáliai expedícióiban. Nőtlenül és gyermektelenül halt meg fiatalon. A trónt rövid időre az V. Károly német-római császárt támogató öccse, János Lajos (ur. 1528–1529) szerezte meg, de befolyását megőrző édesanyja rövidesen megbuktatta, és francia fogságban élte le élete hátralévő részét. Ekkor a Mihály Antal által eredetileg örökösként megnevezett öccse, Ferenc (ur. 1529–1537) foglalta el a trónt, aki ki tudta szorítani édesanyját a hatalomból, de ő is fiatalon, törvényes örökös nélkül hunyt el.
Az utolsó őrgróf a negyedik fivér, a korábban egyházi pályára lépett Gábriel (ur. 1537–1548) lett. A fivére halálakor aire-i püspökként tevékenykedő Gábrielt a francia kormányzat az egyházi rend elhagyására és az őrgrófság megszerzésére kényszerítette, majd a dinasztia kihalását megakadályozandó, 1544-ben házasságot is szerveztek számára az I. Ferenc kormányzatában döntő szóval rendelkező Claude d’Annebault admirális és marsall leányával, Madeleine-nel. A frigy gyermektelen maradt, a francia erők pedig jobbnak látták felszámolni a terület önállóságát: fokozatosan megszállták Saluzzót, majd 1548-ban császárpártisággal vádolták meg Gábrielt, akit elfogtak és bebörtönöztek. A Pinerolo városában őrizetben tartott Gábriel másfél év múlva mérgezés áldozata lett. Mivel törvényes gyermeke neki sem született, a Del Vastók saluzzói ága ezzel kihalt. (A rokon loretói, buscai, clavesanai és cevai őrgrófi ágak uralma addigra megszűnt; a délkelet-piemonti és liguriai területeket birtokló, szintén rokon Del Carretto-ház a 18. századig megőrizte egyes őrgrófságait.)

### A térség utóélete
Saluzzót Gábriel lemondatása után a helyi városok gyűlésének kérésére II. Henrik francia király 1549-ben olvasztotta Franciaországba, Dauphiné tartományba. A hajdani őrgrófságot ettől kezdve francia kormányzók igazgatták 1588-ig.
Az őrgrófság utolsó örököse nőágon a család cardéi ágához tartozó Margit volt, aki előbb a Korzika meghódítójaként ismert Paul de La Barthe de Thermes marsallhoz, majd annak rokonához és örököséhez, I. Roger de Saint-Lary de Bellegarde marsallhoz ment feleségül. Az őrgrófi titulust egyikük sem használta, de Bellegarde a kormányzóságot magának követelve 1579-ben rövid időre meghódította magának Saluzzót, kikényszerítve kormányzói kinevezését.

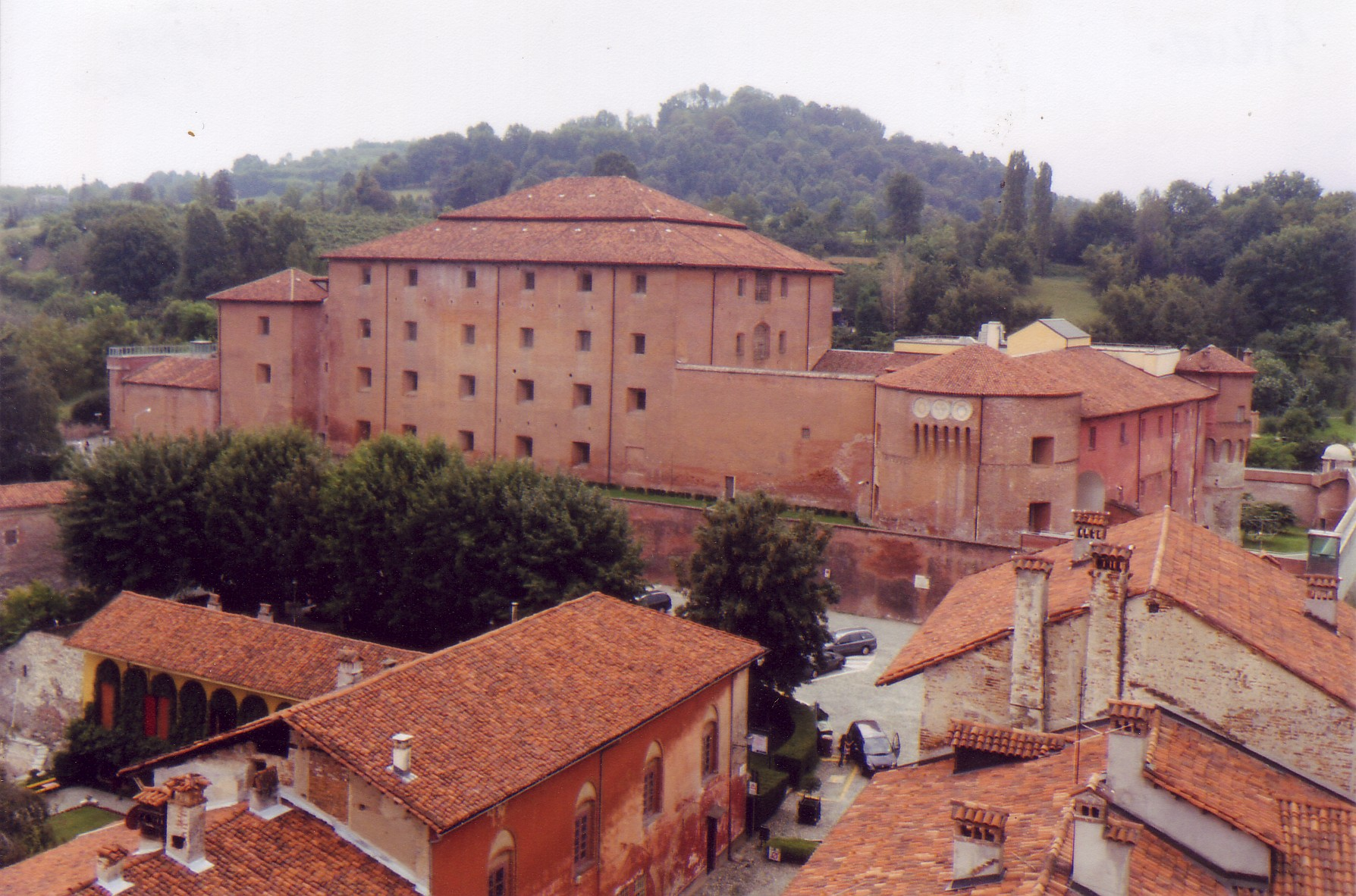
A saluzzói Castiglia, az őrgrófok elsődleges lakhelye

1588-ban Saluzzó savoyai kézre került, amikor I. Károly Emánuel savoyai herceg, arra hivatkozva, hogy a dauphinéi hugenottákat vezető François de Bonne de Lesdiguières terjeszkedését kívánja megállítani, spanyol támogatással elragadta a területet. A vallásháborúk végeztével hatalmát stabilizáló IV. Henrik francia király több ízben követelte a francia fennhatóság helyreállítását. Mivel a herceg erre nem volt hajlandó, így 1600-ban kitört a francia győzelemmel záruló háború. A konfliktust záró lyoni békeszerződés szerint Savoya megtarthatta Saluzzót 300 000 livre összegű kártérítés, valamint a Lyon és Genf közti területek (Bresse, Bugey, Gex, Valromey) átadása fejében.

## Saluzzo őrgrófjainak listája
| Portré | Címe   | Neve         | Uralkodás kezdete | Uralkodás vége    | Felesége | Megjegyzés                                                                                                |
|        | őrgróf | I. Manfréd   | 1142              | 1175              | Eleonora d'Arborea | Bonifác savonai őrgróf és az Arduin-házi II. Olderic Manfréd torinói őrgróf Berta nevű lányának gyermeke. |
|        | őrgróf | II. Manfréd  | 1175              | 1215              | Montferrati Alasia, V. Vilmos montferrati őrgróf és Babenberg Judit leánya | az előbbi fia                                                                                             |
|        | őrgróf | III. Manfréd | 1215              | 1244              | Savoyai Beatrix későbbi szicíliai királyné, IV. Amadé savoyai gróf és Burgundi Margit leánya                                                                                     | az előbbi fia                                                                                             |
|        | őrgróf | I. Tamás     | 1244              | 1296              | Cevai Lujza, Giorgio di Ceva marsall leánya | az előbbi fia                                                                                             |
|        | őrgróf | IV. Manfréd  | 1296              | 1330              | Hohenstaufen Beatrix saluzzói őrgrófné, Manfréd szicíliai király és Dukasz Ilona lánya Isabella Doria, Bernabò Doria és Eleonora Fieschi leánya                                  | az előbbi fia                                                                                             |
|        | őrgróf | V. Manfréd   | 1330 1341         | 1332 1342         | Savoyai Eleonóra | bitorló, IV. Manfréd fia annak második feleségétől                                                        |
|        | őrgróf | I. Frigyes   | 1330 1332         | 1336              | Vienne-i Margit, I. Humbert vienne-i dauphin és Burgundi Anna leánya Giacomina di Biandrate, Guglielmo di San Giorgio leánya                                                     | IV. Manfréd elsőszülött fia                                                                               |
|        | őrgróf | II. Tamás    | 1336 1342         | 1341 1357         | Ricciarda Visconti, I. Galeazzo Visconti milánói uralkodó és Estei Beatrix leánya                                                                                                | az előbbi fia                                                                                             |
|        | őrgróf | II. Frigyes  | 1357              | 1396              | Genfi Beatrix, Hugues de Genève gexi báró és Isabelle d’Anthon leánya | az előbbi fia                                                                                             |
|        | őrgróf | III. Tamás   | 1396              | 1416              | Marguerite de Roussy, II. Hugues de Pierrepoint roucy-i gróf és Blanche de Coucy leánya, aki mostohafiával, Valeranóval együtt régens volt (1416-1424)                           | az előbbi fia                                                                                             |
|        | őrgróf | I. Lajos     | 1416              | 1475              | Montferrati Izabella, János Jakab montferrati őrgróf és Savoyai Johanna leánya                                                                                                   | az előbbi fia                                                                                             |
|        | őrgróf | II. Lajos    | 1475              | 1504              | Montferrati Johanna, VIII. Vilmos montferrati őrgróf és Foix-i Mária leánya Foix-Candale-i Margit, I. Jean de Foix kendali gróf és Margaret Kerdeston leánya, régens (1504-1528) | az előbbi fia                                                                                             |
|        | őrgróf | Mihály Antal | 1504              | 1528              | | az előbbi fia                                                                                             |
|        | őrgróf | János Lajos  | 1528              | 1529              | | az előbbi fivére                                                                                          |
|        | őrgróf | Ferenc       | 1529              | 1537              | | az előbbiek fivére                                                                                        |
|        | őrgróf | Gábriel      | 1537. március 28. | 1548. február 23. | Madeleine d'Annebault, Claude d’Annebault francia marsall, admirális és Françoise de Tournemine leánya                                                                           | az előbbiek fivére, az utolsó őrgróf                                                                      |

## Fordítás
- Ez a szócikk részben vagy egészben  a   marquisat de Saluces című francia Wikipédia-szócikk ezen változatának fordításán alapul.  Az eredeti cikk szerkesztőit annak laptörténete sorolja fel. Ez a jelzés csupán a megfogalmazás eredetét és a szerzői jogokat jelzi, nem szolgál a cikkben szereplő információk forrásmegjelöléseként.
- Ez a szócikk részben vagy egészben  a   marchesato di Saluzzo című olasz Wikipédia-szócikk ezen változatának fordításán alapul.  Az eredeti cikk szerkesztőit annak laptörténete sorolja fel. Ez a jelzés csupán a megfogalmazás eredetét és a szerzői jogokat jelzi, nem szolgál a cikkben szereplő információk forrásmegjelöléseként.